# Mame Tacko Diouf
Mame Tacko Diouf (* 17. Oktober 1976) ist eine ehemalige senegalesische Leichtathletin, die sich auf den Hürdenlauf spezialisiert hat. Sie gewann zahlreiche Medaillen bei kontinentalen Meisterschaften und wurde 2000 Afrikameisterin über 400 m Hürden und siegte über diese Distanz 1999 bei den Afrikaspielen.

## Sportliche Laufbahn
Erste internationale Erfahrungen sammelte Mame Tacko Diouf vermutlich im Jahr 1994, als sie bei den Juniorenafrikameisterschaften in Algier in 57,19 s den vierten Platz im 400-Meter-Lauf belegte. Anschließend schied sie bei den Spielen der Frankophonie in Bondoufle mit 14,46 s in der Vorrunde im 100-Meter-Hürdenlauf aus, ehe sie bei den Juniorenweltmeisterschaften in Lissabon mit 59,02 s nicht über den Vorlauf über 400 Meter hinauskam. 1996 gewann sie bei den Afrikameisterschaften in Yaoundé in 14,21 s die Bronzemedaille über 100 m Hürden hinter der Nigerianerin Glory Alozie und Lana Uys aus Südafrika. Im Jahr darauf gewann sie bei den Spielen der Frankophonie in Antananarivo in 13,68 s die Bronzemedaille über 100 m Hürden hinter der Madagassin Nicole Ramalalanirina und Isabelle Corréa aus Frankreich und auch im 400-Meter-Hürdenlauf sicherte sie sich in 57,33 s hinter den Madagassinnen Aurélie Jonary und Cendrino Razaiarimalala die Bronzemedaille. 1998 gewann sie bei den Afrikameisterschaften in Dakar in 13,08 s die Silbermedaille über 100 m Hürden hinter der Nigerianerin Glory Alozie und über 400 m Hürden musste sie sich in 55,06 s nur der Marokkanerin Nezha Bidouane geschlagen geben. Zudem gewann sie mit der senegalesischen 4-mal-400-Meter-Staffel in 3:31,07 min gemeinsam mit Amy Mbacké Thiam, Aminata Diouf und Gnima Touré die Silbermedaille hinter dem nigerianischen Team. Anschließend wurde sie beim IAAF World Cup in Johannesburg in 3:25,28 min Siebte in der 4-mal-400-Meter-Staffel. Im Jahr darauf schied sie bei den Weltmeisterschaften in Sevilla mit 55,17 s im Halbfinale über 400 m Hürden aus und kam mit der Staffel mit 3:30,99 min nicht über den Vorlauf hinaus. Anschließend siegte sie in 55,69 s über 400 m Hürden bei den Afrikaspielen in Johannesburg und sicherte sich über 100 m Hürden in 13,02 s die Bronzemedaille hinter den Nigerianerinnen Glory Alozie und Angela Atede. Zudem gewann sie mit der Staffel in 3:31,63 min die Silbermedaille hinter dem nigerianischen Team. 2000 siegte sie in 57,48 s über 400 m Hürden bei den Afrikameisterschaften in Algier und sicherte sich mit der 4-mal-100-Meter-Staffel in 44,62 s gemeinsam mit Bintou N'Diaye, Aminata Diouf und Aïda Diop die Silbermedaille hinter dem ghanaischen Team. Anschließend nahm sie an den Olympischen Sommerspielen in Sydney teil und schied dort mit 58,65 s in der ersten Runde über 400 m Hürden aus und kam mit der 4-mal-400-Meter-Staffel mit neuem Landesrekord von 3:28,02 min nicht über den Vorlauf hinaus.
2001 belegte sie bei den Spielen der Frankophonie in Ottawa in 56,95 s den fünften Platz über 400 m Hürden und schied über 100 m Hürden mit 13,22 s im Vorlauf aus. Anschließend kam sie bei den Weltmeisterschaften in Edmonton mit 56,44 s nicht über die Vorrunde über 400 m Hürden hinaus und verpasste mit der 4-mal-400-Meter-Staffel mit 3:30,03 min den Finaleinzug. Im Jahr darauf erreichte sie bei den Afrikameisterschaften in Radès das Finale über 100 m Hürden, ging dort aber nicht an den Start und über 400 m Hürden gewann sie in 58,86 s die Bronzemedaille hinter der Marokkanerin Zahra Lachguer und Carole Kaboud Mebam aus Kamerun. 2003 schied sie bei den Weltmeisterschaften in Paris mit 56,22 s im Vorlauf über 400 m Hürden aus und wurde mit der Staffel im Finale disqualifiziert. Im Jahr darauf gewann sie bei den Afrikameisterschaften in Brazzaville in 55,62 s die Silbermedaille über 400 m Hürden hinter der Südafrikanerin Surita Febbraio und siegte mit der Staffel in 3:29,41 min gemeinsam mit Fatou Bintou Fall, Aïda Diop und Amy Mbacké Thiam. Anschließend schied sie bei den Olympischen Sommerspielen in Athen mit 57,25 s in der ersten Runde über 400 m Hürden aus und kam mit der Staffel mit 3:35,18 min nicht über den Vorlauf hinaus. 2006 beendete sie dann ihre aktive sportliche Karriere im Alter von 30 Jahren.
In den Jahren 1998 und 1999 wurde Diouf senegalesische Meisterin im 100-Meter-Hürdenlauf sowie von 1998 bis 2000 über 400 m Hürden.

## Persönliche Bestleistungen
- 200 Meter: 23,43 s (+1,7 m/s), 6. Mai 2000 in Dakar
- 400 Meter: 52,93 s, 12. Mai 2000 in Abidjan
- 100 m Hürden: 12,94 s (−1,4 m/s), 6. Mai 2000 in Dakar (senegalesischer Rekord)
- 400 m Hürden: 54,75 s, 16. Juni 1999 in Athen (senegalesischer Rekord)